# Проектная
Прое́ктная — посёлок при станции в Беловском районе Кемеровской области. Входит в состав Моховского сельского поселения.

## География
Центральная часть населённого пункта расположена на высоте 180 метров над уровнем моря.

## Население
По данным Всероссийской переписи населения 2010 года, в посёлке при станции Проектная проживает 242 человека (114 мужчин, 128 женщин).